# Clutch
«Clutch» — американская рок-группа из города Джермантаун, штат Мэриленд.

## История
«Clutch» сформировались в 1990 году. В группу вошли Нил Фэллон (вокал), Тим Салт (гитара), Дэн Мейнс (бас-гитара) и Жан-Поль Гастер (ударные). «Clutch» регулярно играют для местной публики и записывают семидюймовку «Pitchfork» и EP «Passive Restraints», после чего подписывают контракт с лейблом «East West records». Их дебютный альбом «Transnational Speedway League» вышел в 1993 году.
Одноимённый альбом, появившейся два года спустя, расходится в США общим тиражом в более чем 200 000 экземпляров и считается одним из главных стоунер релизов 90-х.
«Clutch» переходит на крупный лейбл «Columbia Records» и в апреле 1998 году выпускает пластинку «Elephant Riders». Многим тогда кажется, что группа должна совершить коммерческий прорыв и занять одно из лидирующих мест на метал сцене. Но этого не происходит, что впрочем, не мешает фанам квартета расти хоть и не в количественном, но в качественном показателе точно.
«Jam Room» четвёртый полноценный альбом «Clutch». Он был выпущен в 1999 году на собственном лейбле группы «River Road Records» (в 2004 году он был переиздан на «Megaforce Records» с бонус-треками). «Clutch» продолжает активно гастролировать. Выступает на одной сцене с «System of a Down», «Fu Manchu», «Slayer», «Therapy?», «Sepultura» «Marilyn Manson», «Pantera», «Ultraspank», «Deftones» и др.
В 2001 году музыканты возвращаются с контрактом от «Atlantic records» и новым успешным релизом «Pure rock fury». В записи альбома участвовал ряд приглашенных музыкантов, среди которых можно отметить Лесли Уэста из «Mountain». Песни «Immortal» и «Pure Rock Fury» использовались в саундтреках к видеоиграм «Hitman: Contracts» и «MotorStorm: Pacific Rift» соответственно.
Шестой бескомпромиссный альбом «Clutch» «Blast Tyrant» выходит в 2004 году на «DRT Entertainment». Полное название «Blast Tyrant’s Atlas of the Invisible World Including Illustrations of Strange Beasts And Phantoms». В октябре 2010 года планировалось переиздание релиза, но информация на этот счет пока отсутствует. Кори Тейлор («Slipknot», «Stone Sour») сказал о «Blast Tyrant»: «Blast Tyrant» является одной из лучших записей когда-либо слышанных мною. Каждый трек на вес золота, по крайней мере, для меня".
В 2002 году группа выпускает первый официальный концертник группы, «Live at the Googolplex», собранный из материалов выступлений «Clutch» в 2001—2002 годах. Затем издает сборник ранее неизданных вещей «Slow hole in China».
В 2005 году впервые за пятнадцать лет изменяется состав, к квартету присоединяется органист Мик Шауэр, который принимает участие в записи «Robot Hive/Exodus» и «From Beale Street to Oblivion».
«Robot Hive/Exodus» содержал два блюзовых кавера «Who’s Been Talking?» (Хаулин Вулф) и «Gravel Road» (слова Фред Макдауэлл). 28 сентября 2010 года альбом переиздается. У него меняется упаковка и добавляется DVD с выступлением на фестивале «Sounds of the Underground» в июле 2005 года. Седьмой трек релиза «10001110101» используется в качестве песни звучащей из музыкального автомата в баре в первой сцене шутера «Prey».
16 апреля 2006 года «Clutch» добираются до России, и играют трехчасовой сет в клубе «Апельсин».
По словам Нила Феллона выпущенный в 2007 году «From Beale Street to Oblivion» является самым «живым» альбом группы. «Clutch» ещё больше уходят от тяжелого звучания к блюзу. Продюсировал альбом Джо Барреси (ранее работавший над альбомами таких групп как «Kyuss», «Melvins», «Tool», «Queens Of The Stone Age»). Ещё до окончательного сведения пластинки «Clutch» отправляются в тур по Европе на пару с «Motorhead». Песня «Electric Worry» была использована в промотрейлере к шутеру «Left 4 Dead 2».
Девятый студии альбом «Strange Cousins from the West», был выпущен 14 июля 2009 года на собственном лейбле музыкантов «Weathermaker». Спустя неделю после релиза «Strange Cousins from the West» стартовал на 38 позиции «Billboard 200» с объёмом продаж в 13 000 копий, что является лучшим показателем «Clutch». Продюсером пластинки выступил Дж. Роббинс, участвовавший в работе над «Robot Hive/Exodus». Тексты песен стали больше чем обычно политизированы и радикальны. Песня «Power Player» появляется в компьютерной игре «Need for Speed: ProStreet».
9 марта 2010 года «Clutch» объявили о выходе на «Weathermaker» 11 мая 2010 года двойного DVD «Live At The 9:30». Первый диск содержит 19-песенный сет, снятый 28 декабря 2009 года в клубе «9:30» в Вашингтоне, второй — двухчасовой документальный фильм о гастролях четверки из Мэриленда.
16 октября 2012 года «Clutch» объявили, что десятый альбом группы под названием «Earth Rocker» будет выпущен в марте 2013 года.

### Другие проекты
В конце 90-х, группа учреждают независимую звукозаписывающую компанию «River Road Records». Лейбл не сотрудничает с другими командами кроме «Clutch» и их инструментальным сайд-проектом «The Bakerton Group».
В составе «The Bakerton Group» музыканты записали один EP «Space Guitars» и два полноценных альбома «The Bakerton Group» и «El Rojo».
Участники «Clutch» также были задействованы в ряде других музыкальных проектов.
Нил Фэллон спел в песне «Blood and Thunder» группы «Mastodon» на их альбом 2004 года «Leviathan»; в двух песнях шведской стоунер-рок-группы «Dozer», «Two Coins for Eyes» и «Empire’s End», с альбома 2008 года «Beyond Colossal». Сотрудничал с такими коллективами как «Throat», «Never Got Caugh», «Lionize», «Volbeat». Также Фэллон является вокалистом группы «The Company Band».
Барабанщик Жан-Поль Гастер участвовал в записи альбома 2007 года «The Mystery Spot» блюз-рок-группы «Five Horse Johnson». В том же году Гастер совместно с Пером Вибергом из «Opeth» и Томасом Андерссоном из «Kamchatka», все из Швеции, собирают группу «King Hobo», в настоящее время выпустившуя один альбом.
Гитарист Тим Салт также играет в регги-рок-группе «Lionize».

## Музыкальный стиль
«Clutch» начинали с пост-хардкора и альтернативного метала. Группа постоянно экспериментирует, часто разбавляя свой саунд пульсирующим фанком и плотным грувом. Постепенно от альбома к альбому музыканты приходят к стоунер-року и хард-року. В двух последних релизах видно сильное влияние блюза. "В музыкальном плане мы стали ближе к рок-н-роллу, чем к металлу или хардкору. Наш стиль ориентирован на гитарные риффы, свинговый ритм. Это не просчитанный шаг, мы просто следовали своему инстинкту, и он привел нас ближе к музыке тех групп, которые мы слушали в детстве. Групп, именуемых сейчас термином «классический рок» — говорил Нил Фэллон («Classic Rock», февраль 2007).
Тексты песен характеризуются удивительной смесью интеллекта и радикализма, тонкого юмора и сюрреалистических образов, сложной игры слов.

## Дискография

### Студийные альбомы
- 1993 — «Transnational Speedway League»
- 1995 — «Clutch»
- 1998 — «The Elephant Riders»
- 1999 — «Jam Room»
- 2001 — «Pure Rock Fury»
- 2004 — «Blast Tyrant»
- 2005 — «Robot Hive/Exodus»
- 2007 — «From Beale Street to Oblivion»
- 2009 — «Strange Cousins from the West»
- 2013 — «Earth Rocker»
- 2015 — «Psychic Warfare»
- 2018 — «Book Of Bad Decisions»
- 2022 — «Sunrise on Slaughter Beach»

### EP
- 1991 — «Pitchfork»
- 1992 — «Passive Restraints»
- 1997 — «Impetus»

### Живые альбомы
- 2002 — «Live at the Googolplex»
- 2004 — «Live in Flint, Michigan»
- 2007 — «Heard It All Before: Live at the HiFi Bar»
- 2008 — «Live at the Corner Hotel»
- 2008 — «Full Fathom Five: Audio Field Recordings (2007–2008)»

### Сборники
- 2003 — «Slow Hole to China: Rare and Unreleased»
- 2005 — «Pitchfork & Lost Needles»
- 2009 — «Slow Hole to China: Rare and Re-released»

### Видео

#### DVD
- 2008 — «Full Fathom Five: Video Field Recordings (2007–2008)»
- 2010 — «Clutch Live @ the 9:30 Club»

#### Видеоклипы
- 1992 — «Wicker»
- 1993 — «A Shogun Named Marcus»
- 2002 — «Pure Rock Fury»
- 2004 — «The Mob Goes Wild»
- 2005 — «Burning Beard»
- 2007 — «Electric Worry»
- 2009 — «50,000 Unstoppable Watts»
- 2014 — «The Wolfman Kindly Requests…»
- 2015 — «X-Ray Visions»
- 2016 — «A Quick Death in Texas»
- 2020 — «Passive Restraints»

## Состав
- Нил Фэллон — вокал, ритм-гитара, клавишные, гармоника и перкуссия
- Жан-Поль Гастер — ударные
- Тим Салт — соло-гитара
- Дэн Мейнс — бас-гитара

Бывший участник
- Мик Шауэр — клавишные (2005—2008)